# John de Robeck

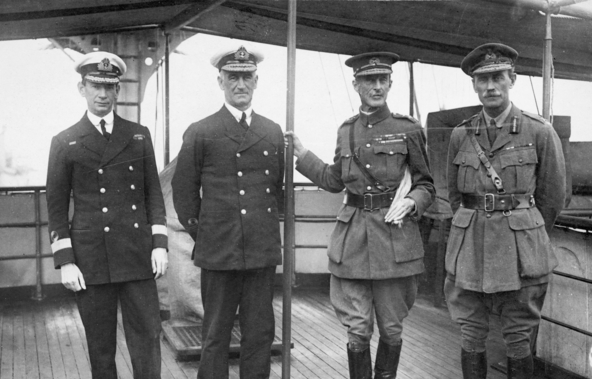
John de Robeck (2. v.l.) mit seinem Stabschef Roger Keyes und den Generälen Hamilton und Braithwaite, 1915

Sir John Michael de Robeck, 1. Baronet GCB, GCMG, GCVO (* 10. Juni 1862 in Naas, Irland; † 20. Januar 1928 in London) war ein britischer Marineoffizier, der den Rang eines Admiral of the Fleet erreichte. Er befehligte während des Dardanellen-Unternehmens im Ersten Weltkrieg die alliierten Marinestreitkräfte und war nach dem Krieg Oberbefehlshaber der Mediterranean Fleet, britischer Hochkommissar in der Türkei und Oberbefehlshaber der Atlantic Fleet.

## Leben
De Robeck wurde als Sohn von John Henry Edward Fock, 4. Baron de Robeck, einem irischen Adligen schwedischer Abstammung, geboren und trat 1875 als Kadett auf dem Schulschiff HMS Britannia in die Royal Navy ein. 1878 wurde er zum Midshipman befördert und der Fregatte HMS Shannon bei der Channel Squadron zugeteilt. 1882 absolvierte er einen Artillerielehrgang auf HMS Excellent und wurde im folgenden Jahr zur China Station versetzt, wo er ab Anfang 1886 auf dem Flaggschiff HMS Audacious Dienst tat. Nach Verwendungen in der Heimat kehrte er 1891 auf die China Station zurück, wo er auf der HMS Imperieuse diente, und kam im Sommer 1893 wieder auf die HMS Britannia, in deren Stab er diente. Es folgten Verwendungen bei der North America and West Indies Station sowie als Kommandant verschiedener Zerstörer bei der Heimatflotte.
Ab 1901 befehligte de Robeck die HMS Pyramus bei der Mediterranean Fleet und wurde zu Beginn des Jahres 1902 zum Captain befördert. 1906 erhielt er den Befehl über den Panzerkreuzer HMS Carnarvon und 1908 über das Schlachtschiff HMS Dominion. Im Dezember 1911 zum Konteradmiral befördert, erhielt er den Posten des Admiral of Patrols, als welchem ihm vier Zerstörerflottillen unterstanden.
Zu Beginn des Ersten Weltkriegs erhielt de Robeck den Befehl über die 9th Cruiser Squadron mit dem Flaggschiff HMS Amphitrite. Im Februar 1915 wurde er zum Stellvertreter von Admiral Sackville Carden als Befehlshaber der Eastern Mediterranean Squadron ernannt. Sein Flaggschiff war die HMS Vengeance. Als Admiral Carden wegen schlechter Gesundheit seinen Posten räumen musste, wurde de Robeck im März 1915 dessen Nachfolger. Sein am 18. März begonnener Durchbruchsversuch durch die Dardanellen war beinahe erfolgreich, da den türkischen Verteidigern die Munition auszugehen drohte. Dennoch stellte er die Operation schließlich aufgrund der hohen Verluste ein. Stattdessen wurde nun der Versuch unternommen, mit Truppenanlandungen die türkische Verteidigung auszuschalten. Nach dem offenkundigen Fehlschlag des Unternehmens leitete de Robeck auch die Evakuierung der Landungstruppen um den Jahreswechsel 1915/16.
De Robecks nächste Verwendungen waren die des Kommandeurs der 3rd Battle Squadron ab Mai 1916 sowie der 2nd Battle Squadron ab November 1916 (Flaggschiff King George V). Im Mai 1917 wurde er zum Vizeadmiral befördert.
Nach dem Kriegsende wurde de Robeck im Juli 1919 Oberbefehlshaber der Mediterranean Fleet mit dem Flaggschiff HMS Iron Duke sowie britischer Hochkommissar in der Türkei (vgl. Besetzung von Istanbul). In dieser Stellung wurde ihm am 8. Oktober 1919 der erbliche Adelstitel eines Baronet, of Naas in the County of Kildare, verliehen und wurde er im März 1920 zum Admiral befördert. Im August 1922 wurde er Oberbefehlshaber der Atlantic Fleet, was er bis zu seinem Ruhestand zwei Jahre später blieb. Nach seinem Ausscheiden aus dem aktiven Dienst wurde er Präsident des Marylebone Cricket Club. Im November 1925 wurde er noch zum Admiral of the Fleet befördert.